# Толмецо (Порденоне)
Толмецо је насеље у Италији у округу Порденоне, региону Фурланија-Јулијска крајина.
Према процени из 2011. у насељу је живело 41 становника. Насеље се налази на надморској висини од 13 м.